# 東洋大学ラグビー部
東洋大学ラグビー部（とうようだいがくラグビーぶ、Toyo Univ Rugby Football Club）は、関東大学ラグビーリーグ戦グループ1部に所属する東洋大学のラグビーユニオンチームである。

## 概要
1960年、創部。1965年、全国地区対抗大学ラグビーフットボール大会で準優勝し、1966年には関東大学ラグビー対抗戦グループに在籍した。リーグ戦グループ結成時に在籍した八大学の一つ。
2020年、22年ぶりに関東大学ラグビーリーグ戦2部優勝を果たし、翌2021年、入れ替え戦で中央大学を破って29年ぶりの1部昇格を果たした。

## 戦績
近年のチームの戦績は以下のとおり。
| 年度 | 所属 | 勝敗   | 順位 | 備考                           |
| ---- | ---- | ------ | ---- | ------------------------------ |
| 2005 | 2部  | 1勝6敗 | 7位  | 入替戦 24-16 防衛大 ※2部残留   |
| 2006 | 2部  | 0勝7敗 | 8位  | 入替戦 26-22 國學院大 ※2部残留 |
| 2007 | 2部  | 0勝7敗 | 8位  | 入替戦 24-20 國學院大 ※2部残留 |
| 2008 | 2部  | 2勝5敗 | 6位  |                                |
| 2009 | 2部  | 2勝5敗 | 6位  |                                |
| 2010 | 2部  | 2勝5敗 | 6位  |                                |
| 2011 | 2部  | 2勝5敗 | 5位  |                                |
| 2012 | 2部  | 2勝5敗 | 6位  |                                |
| 2013 | 2部  | 3勝4敗 | 5位  |                                |
| 2014 | 2部  | 3勝4敗 | 4位  |                                |
| 2015 | 2部  | 4勝3敗 | 4位  |                                |
| 2016 | 2部  | 4勝3敗 | 4位  |                                |
| 2017 | 2部  | 4勝3敗 | 3位  |                                |
| 2018 | 2部  | 6勝1敗 | 2位  | 入替戦 24-42 専修大 ※2部残留   |
| 2019 | 2部  | 5勝2敗 | 3位  |                                |
| 2020 | 2部  | 4勝0敗 | 1位  |                                |
| 2021 | 2部  | 6勝1敗 | 2位  | 入替戦 26-21 中央大 ※1部昇格   |
| 2022 | 1部  | 5勝2敗 | 3位  | 選手権3回戦 19-34 早稲田大     |
| 2023 | 1部  | 3勝4敗 | 5位  |                                |
| 2024 | 1部  | 5勝2敗 | 2位  | 選手権3回戦 26-50 慶應義塾大   |

## 主な在籍選手
- ステファン・ヴァハフォラウ（主将、No.8 / 札幌山の手高）
- 森山海宇オスティン（副将、FL / 目黒学院高）
- 天羽進亮（副将、SO / 城東高）
- ジョーン・ウーストハイゼン（FWリーダー、LO / ハオルチアカレッジ）
- 栗原大地（FWリーダー、LO / 伊勢崎興陽高）
- 小泉柊人（FWリーダー、HO / 目黒学院高）
- アダム・タマティ（BKリーダー、CTB / スクレッド・ハートカレッジ）
- 林星安（BKリーダー、SO / 目黒学院高）

## 在籍した選手
- 原進（阿修羅・原）（元プロレスラー、元近鉄、元日本代表 / 諫早農業高）
- 川地光（元九州電力、元日本代表 / 熊本工業高）
- 栗原進（CTB、元近鉄、元日本代表）
- 近藤高信（元九州電力、元日本代表）
- 島田直樹（元三洋電機、元東洋大学ラグビー部監督）
- 福永昇三（LO、元三洋電機ワイルドナイツ / 東洋大学ラグビー部監督）
- 高橋光臣（俳優 / 啓光学園高）
- 樋澤泰二（HO/PR、TOSENクリーンファイターズ、元コーチ / 日川高）
- 野崎伊織（元主将、LO、ヤクルトレビンズ / 國學院栃木高）
- 篭島優輝（SH、ヤマハ発動機ジュビロ / 東京高）
- 清原祥（SO、ヤマハ発動機ジュビロ / 荒尾高）
- 村上卓史（PR、三菱重工相模原ダイナボアーズ / 荒尾高）
- 柳井佑太（元主将、CTB、セコムラガッツ/荒尾高）
- 石井勇輝（WTB、NTTコミュニケーションズシャイニングアークス / 日体荏原高）
- 古舘康大（PR、セコムラガッツ/盛岡工業高）
- 木田大雅（PR、JALwings/國學院栃木高）
- 小山内健（PR、日野レッドドルフィンズ/昌平高）
- 高橋太一（元主将、SH、三菱重工相模原ダイナボアーズ / 延岡星雲高）
- 深澤翔祐（PR、NTTドコモレッドハリケーンズ / 深谷高）
- 葛見達哉（LO、NECグリーンロケッツ東葛 / 千葉経大高）
- 大内錬（FB、マツダスカイアクティブズ広島 / 佐野日大高）
- 齋藤良明慈縁（元主将、FL、静岡ブルーレヴズ / 目黒学院高）
- 土橋郁矢（SO、NTTドコモレッドハリケーンズ大阪 / 黒沢尻工業高）
- 山口泰雅（PR、日野レッドドルフィンズ / 目黒学院高）
- 梅村柊羽（FL・No.8、花園近鉄ライナーズ / 関商工高）
- 繁松秀太（CTB、東京ガスラグビー部 / 札幌山の手高）
- 田中康平（FB、マツダスカイアクティブズ広島 / 土佐塾高）
- 神田悠作（SH、九州電力キューデンヴォルテクス / 東筑高）
- 谷名樹（HO、セコムラガッツ / 延岡星雲高）
- 吉岡義喜（SH、静岡ブルーレヴズ / 興国高）
- タニエラ・ヴェア（元主将、PR・FL・No.8、埼玉パナソニックワイルドナイツ / 目黒学院高）
- 笠掛優（LO、三重ホンダヒート / 札幌山の手高）
- 杉本海斗（WTB・FB、静岡ブルーレヴズ / 東京高）
- 石本拓巳（WTB・FB、日野レッドドルフィンズ / 日体大荏原高）
- 清水良太郎（SH、狭山セコムラガッツ / 東京高）
- モーリス・マークス（CTB、埼玉パナソニックワイルドナイツ / ホールスコール・ノールドヘウウェル高）
- マタリキ・チャニングス（LO・FL・No.8、NECグリーンロケッツ東葛 / ヘイスティングス男子高）
- 石川槙人（PR、埼玉パナソニックワイルドナイツ / 日本航空高校石川）
- 岡本有生（CTB、東京ガスラグビー部 / 東海大相模高）

## 所在地
- 埼玉県川越市鯨井2100（東洋大学川越キャンパス　ラグビーグラウンド）